# Francesc Barjau i Pons
Francesc de Paula Barjau i Pons (Manresa, Bages, 8 de maig de 1852 — Barcelona, 19 de gener de 1938) fou un hebraista català, acadèmic de l'Acadèmia de Bones Lletres de Barcelona
Es va llicenciar en filosofia i lletres a la Universitat de Barcelona en 1876 i es va doctorar en 1880. El 1885 va treballar a la universitat com a professor auxiliar en la càtedra de Joaquim Rubió i Ors. En 1895 va obtenir per oposició la càtedra d'hebreu a la Universitat de Sevilla, que va ocupar fins a 1904, quan va obtenir la mateixa càtedra a la Universitat de Barcelona, que va mantenir fins que es jubilà el 1922.
El 1916 fou admès com a acadèmic de número a l'Acadèmia de Bones Lletres de Barcelona, i va ingressar amb un estudi sobre el rabí Yeda'ya Hapenini. Va morir a Barcelona el 19 de gener de 1938, víctima d'un bombardeig quan passejava per l'avinguda Diagonal acompanyat per una de les seves filles.